# Djurgårdens IF herrfotboll 2005
Djurgårdens IF Fotboll, säsongen 2005. Deltog i följande mästerskap: Allsvenskan, Svenska cupen och kval till Uefacupen. Dessutom kvalificerade sig laget för Royal League.
Med fem omgångar kvar låg Djurgården i serieledning på 43 poäng följt av IFK Göteborg på 40 poäng och de möttes i en seriefinal på Nya Ullevi. Tobias Hysén hade stor show och gjorde två mål och spelade fram till ett när Djurgården vann med 3-1 och tog ett fast grepp om Lennart Johanssons pokal. Veckan efter förlorade Djurgården borta mot Häcken men studsade snabbt tillbaka hemma mot Halmstad i en match som slutade 6-1. Ett landslagsuppehåll gjorde att det dröjde två veckor tills nästa match men då kunde Djurgården säkra titeln genom att ta poäng borta mot Örgryte vilket också gjordes. Veckan efter spelades sista matchen mot Elfsborg, som länge hade häng på medaljplats men luften hade gått ur dem helt och Djurgården vann med 8-1. När Pa Dembo Touray satte en straff i till 6-1 i den 82:a minuten trodde nog de flesta att slutresultatet skulle bli samma som i senaste hemmamatchen men de hann med två mål till.
Efter det väntade cupfinal mot Åtvidaberg och Djurgården vann även den, vilket betydde andra dubbeln (SM-guld & cupguld) på fyra år.

## Mästartruppen

### A-laget
| Nat     | Tränare        | Position             | Född              | I DIF sedan                                             | Kom från                     |
| ------- | -------------- | -------------------- | ----------------- | ------------------------------------------------------- | ---------------------------- |
| Sverige | Kjell Jonevret | Huvudtränare         | 28 juni 1962      | 2004*                                                   | FC Café Opera                |
| Sverige | Stefan Rehn    | Assisterande tränare | 22 september 1966 | 2003 (som tränare), 2000* (och 1984-1989) (som spelare) | Djurgårdens IF (som spelare) |
| Sverige | Lars Sandberg  | Assisterande tränare | 25 juni 1957      | 2005                                                    | Spånga IS                    |
| Sverige | Kjell Frisk    | Målvaktstränare      | 27 april 1964     | 1999 (som målvaktstränare), 1990-1995 (som spelare)     | Spårvägens IF (som spelare)  |

| Nr | Nat            | Spelare                        | Position    | Född       | Längd  | Vikt  | I DIF sedan          | Kontrakt till | Kom från                | Moderklubb              |
| -- | -------------- | ------------------------------ | ----------- | ---------- | ------ | ----- | -------------------- | ------------- | ----------------------- | ----------------------- |
| 15 | Gambia         | Pa Dembo Touray                | Målvakt     | 1980-03-31 | 198 cm | 98 kg | 2000                 | 2008-12-31    | Real de Banjul          | Real de Banjul          |
| 30 | Sverige        | Oskar Wahlström                | Målvakt     | 1976-08-16 | 198 cm | 95 kg | 2004                 | 2006-12-31    | Västerås SK             | Bie GoIF                |
| 2  | Sverige        | Matias Concha                  | Back        | 1980-03-31 | 180 cm | 82 kg | 2004                 | 2007-12-31    | Malmö FF                | Kulladals FF            |
| 3  | Sverige        | Fredrik Stenman                | Back        | 1983-06-02 | 187 cm | 82 kg | 2003*                | 2006-12-31    | IF Elfsborg             | Munktorps BK            |
| 4  | Sverige        | Elias Storm (lämnat)           | Back        | 1979-07-19 | 190 cm | 87 kg | 2002                 | 2005-12-31    | Spårvägens FF           | Älvsjö AIK              |
| 5  | Island         | Sölvi Ottesen                  | Back        | 1984-02-18 | 190 cm | 82 kg | 2004*                | 2008-12-31    | Vikingur Reykjavik FC   | Vikingur Reykjavik FC   |
| 6  | Finland        | Toni Kuivasto                  | Back        | 1975-12-31 | 187 cm | 83 kg | 2003*                | 2006-12-31    | Viking FK               | FC Ilves                |
| 18 | Sverige        | Niclas Rasck                   | Back        | 1969-03-10 | 178 cm | 74 kg | 1999                 | 2005-12-31    | Örebro SK               | Ludvika FK              |
| 22 | Sverige        | Eldin Kozica                   | Back        | 1985-01-08 | 185 cm | 79 kg | 2003                 | 2007-12-31    | Fisksätra IF            | Fisksätra IF            |
| 7  | Sverige        | Johan Arneng                   | Mittfältare | 1979-06-14 | 175 cm | 74 kg | 2003                 | 2008-12-31    | Vålerenga IF            | IK Oddevold             |
| 10 | Schweiz        | Felix Magro                    | Mittfältare | 1979-02-02 | 185 cm | 76 kg | 2005                 | 2007-12-31    | Landskrona BoIS         | FC Unterstrass          |
| 11 | Finland        | Daniel Sjölund                 | Mittfältare | 1983-04-22 | 178 cm | 73 kg | 2003                 | 2006-12-31    | Liverpool FC            | IF Finströms Kamraterna |
| 13 | Sverige        | Stefan Bergtoft                | Mittfältare | 1979-03-24 | 179 cm | 72 kg | 2000                 | 2006-12-31    | Spånga IS               | Kälvesta IoF            |
| 14 | Island         | Kári Árnason                   | Mittfältare | 1982-10-13 | 190 cm | 79 kg | 2005                 | 2008-12-31    | Vikingur Reykjavik FC   | Vikingur Reykjavik FC   |
| 16 | Sverige        | Markus Johannesson (lagkapten) | Mittfältare | 1975-05-29 | 185 cm | 84 kg | 2004*                | 2008-12-31    | Örgryte IS              | Rölanda IF              |
| 21 | Danmark        | Jesper Håkansson               | Mittfältare | 1981-08-14 | 175 cm | 76 kg | 2005*                | 2006-07-31    | SC Heerenveen           | BK Frem                 |
| 77 | Sverige        | Abgar Barsom                   | Mittfältare | 1977-09-04 | 172 cm | 73 kg | 2004 (och 2000-2002) | 2006-12-31    | SC Heerenveen           | BK Forward              |
|    | Sverige        | Christoffer Karlsson (utlånad) | Mittfältare | 1988-01-27 | 176 cm | 65 kg | 2005                 | 2007-12-31    | Åtvidabergs FF          | Åtvidabergs FF          |
| 8  | Sverige        | Tobias Hysén                   | Anfallare   | 1982-03-09 | 179 cm | 79 kg | 2004                 | 2007-12-31    | BK Häcken               | Lundby IF               |
| 9  | Sverige        | Jones Kusi-Asare               | Anfallare   | 1980-05-21 | 178 cm | 75 kg | 2005 (och 1999-2001) | 2008-12-31    | Landskrona BoIS         | Vasalunds IF            |
| 12 | Sverige        | Mattias Jonson                 | Anfallare   | 1974-01-16 | 179 cm | 78 kg | 2005*                | 2008-12-31    | Norwich City FC         | IFK Kumla               |
| 17 | Danmark        | Søren Larsen (lämnat)          | Anfallare   | 1981-09-06 | 193 cm | 86 kg | 2004*                | 2007-06-30    | Brøndby IF              | Køge BK                 |
| 19 | Sydafrika      | Siyabonga Nomvethe             | Anfallare   | 1977-12-02 | 178 cm | 70 kg | 2005*                | 2005-12-31    | Udinese Calcio          | Sabatha FC              |
| 20 | Sverige        | Tomas Backman                  | Anfallare   | 1980-06-16 | 185 cm | 85 kg | 2004                 | 2008-12-31    | Friska Viljor FC        | Kubbe/Norrfläke IF      |
| 23 | Frankrike      | Ibrahim Ba                     | Anfallare   | 1973-11-12 | 178 cm | 74 kg | 2005                 | 2006-12-31    | Çaykur Rizespor         | Le Havre AC             |
| 24 | Kongo-Kinshasa | René Makondele (utlånad)       | Anfallare   | 1982-04-20 | 175 cm | 72 kg | 2002                 | 2007-12-31    | Kongo Kinshasa Star     | Kongo Kinshasa Star     |
| 25 | Sverige        | Patrick Amoah                  | Anfallare   | 1986-08-18 | 184 cm | 77 kg | 2004                 | 2007-12-31    | Djurgårdens IF Juniorer | Djurgårdens IF          |

Efter Allsvenskan och Svenska cupen blev Robert Stoltz och Stefan Batan klara och kunde delta i Royal League.

## Allsvenskan
| Omgång | Datum        | Motståndare     | H/B | Resultat | Målskyttar | Varningar                                                           | Domare            | Publik | Arena              | Position |
| ------ | ------------ | --------------- | --- | -------- | --- | ------------------------------------------------------------------- | ----------------- | ------ | ------------------ | -------- |
| 1      | 11 april     | BK Häcken       | H   | 2-1      | Hysén 41', Stenman 86' (Kuivasto) |                                                                     | Martin Ingvarsson | 12 823 | Stockholms Stadion | 5        |
| 2      | 18 april     | Halmstads BK    | B   | 1-3      | Larsen 82' | Árnason 50'                                                         | Daniel Stålhammar | 7 038  | Örjans Vall        | 10       |
| 3      | 25 april     | Örgryte IS      | H   | 2-2      | Larsen 21' (straff), Arneng 22' (Hysén)                                                                                                  | Magro 53'                                                           | Peter Fröjdfeldt  | 10 507 | Stockholms Stadion | 10       |
| 4      | 2 maj        | IF Elfsborg     | B   | 2-1      | Arneng 56' (Hysén), Larsen 72' |                                                                     | Daniel Stålhammar | 8 933  | Borås Arena        | 5        |
| 5      | 9 maj        | Gefle           | H   | 3-1      | Kusi-Asare 53', Ba 77', Larsen 90+1' |                                                                     | Håkan Jonasson    | 10 310 | Stockholms Stadion | 4        |
| 6      | 18 maj       | Hammarby IF     | B   | 1-2      | Kusi-Asare 32' | Barsom 28', Ba 30', Amoah 85'                                       | Martin Ingvarsson | 15 322 | Söderstadion       | 6        |
| 16     | 23 maj       | Assyriska FF    | H   | 3-1      | Larsen (2) 41' (Hysén), 73', Barsom 62'                                                                                                  | Arneng 18', Concha 64'                                              | Martin Hansson    | 12 114 | Stockholms Stadion | *        |
| 7      | 29 maj       | Kalmar FF       | B   | 2-0      | Kusi-Asare (2) 65', 90+2' (Barsom) | Árnason 77'                                                         | Daniel Stålhammar | 7 185  | Fredriksskans IP   | 5        |
| 8      | 13 juni      | IFK Göteborg    | H   | 0-0      | | Sjölund 62'                                                         | Martin Hansson    | 16 771 | Råsunda            | 1        |
| 9      | 16 juni      | Malmö FF        | B   | 3-1      | Kusi-Asare 58' (Hysén), Larsen 85', Sjölund 90+4'                                                                                        | Árnason 22', Johannesson 35', Larsen 86'                            | Mira Ukalovic     | 20 135 | Malmö stadion      | 2        |
| 10     | 20 juni      | Helsingborgs IF | H   | 5-2      | Hysén (2) 44' (Sjölund), 87', Kuivasto 40', Barsom 56', Larsen 90'                                                                       |                                                                     | Åke Andreasson    | 13 907 | Råsunda            | 1        |
| 11     | 27 juni      | Landskrona BoIS | B   | 2-0      | Larsen (2) 72' (Hysén), 83' (Hysén) | Arneng 38' Johannesson 58', Larsen 84'                              | Leif Sundell      | 5 257  | Landskrona IP      | 1        |
| 12     | 11 juli      | GIF Sundsvall   | B   | 1-1      | Hysén 90+4' | Kuivasto 26', Arneng 34', Árnason 41'                               | Martin Hansson    | 7 741  | Idrottsparken      | 1        |
| 13     | 18 juli      | GIF Sundsvall   | H   | 4-0      | Sjölund (2) 1', 46', Magro 67', Kusi-Asare 87'                                                                                           |                                                                     | Daniel Stålhammar | 12 878 | Stockholms Stadion | 1        |
| 14     | 27 juli      | Landskrona BoIS | H   | 0-1      | | Magro 77'                                                           | Mira Ukalovic     | 12 340 | Stockholms Stadion | 1        |
| 15     | 1 augusti    | Helsingborgs IF | B   | 0-2      | | Kusi-Asare 8', Johannesson 39', Árnason 53', Barsom 71', Jonson 86' | Peter Fröjdfeldt  | 16 000 | Olympia            | 1        |
| 17     | 4 augusti    | Hammarby IF     | H   | 2-2      | Kusi-Asare 24' (Jonson), Stenman 30' |                                                                     | Peter Fröjdfeldt  | 27 108 | Råsunda            | 2        |
| 18     | 14 augusti   | Gefle           | B   | 3-1      | Sjölund (2) 21', 31', Kusi-Asare 73' |                                                                     | Håkan Jonasson    | 7 198  | Strömvallen        | 1        |
| 19     | 21 augusti   | Kalmar FF       | H   | 3-1      | Kuivasto (2) 30', 87', Kusi-Asare 35' (Sjölund)                                                                                          | Sjölund 16', 71' (rött), Johannesson 18', Jonson 67'                | Martin Ingvarsson | 12 912 | Stockholms Stadion | 1        |
| 20     | 28 augusti   | Assyriska FF    | B   | 2-0      | Hysén (2) 11', 86' (Jonson) |                                                                     | Daniel Stålhammar | 5 755  | Stockholms Stadion | 1        |
| 21     | 12 september | Malmö FF        | H   | 2-0      | Jonson 12', Stenman 29' | Concha 41'                                                          | Martin Hansson    | 14 181 | Stockholms Stadion | 1        |
| 22     | 19 september | IFK Göteborg    | B   | 3-1      | Hysén (2) 50' (Sjölund), 90', Nomvethe 81' (Hysén)                                                                                       | Stenman 40', Johannesson 78'                                        | Peter Fröjdfeldt  | 25 438 | Ullevi             | 1        |
| 23     | 25 september | BK Häcken       | B   | 0-1      | | Árnason 19', Concha 64'                                             | Åke Andreasson    | 3 177  | Rambergsvallen     | 1        |
| 24     | 3 oktober    | Halmstads BK    | H   | 6-1      | Jonson (2) 9', 78' (Hysén), Hysén 31', Kusi-Asare 36', Stenman 57', Arneng 73'                                                           |                                                                     | Martin Hansson    | 13 022 | Stockholms Stadion | 1        |
| 25     | 17 oktober   | Örgryte IS      | B   | 0-0      | |                                                                     | Martin Hansson    | 9 293  | Gamla Ullevi       | 1        |
| 26     | 23 oktober   | IF Elfsborg     | H   | 8-1      | Kusi-Asare (2) 22' (Hysén) 56', Sjölund (2) 27', 64' (Jonson), Stenman 50' (Sjölund), Touray 82' (straff), Jonson 85', Amoah 89' (Hysén) | Amoah 90'                                                           | Martin Ingvarsson | 14 102 | Stockholms Stadion | 1        |

## Svenska cupen
| Omgång      | Datum                | Motståndare    | H/B | Resultat | Målskyttar                                                                                                  | Varningar                          | Domare            | Publik | Arena              |
| ----------- | -------------------- | -------------- | --- | -------- | --- | ---------------------------------- | ----------------- | ------ | ------------------ |
| 2           | Torsdag 21 april     | Rynninge IK    | B   | 3-1      | Larsen (2) 29' (Hysén), 44' (Hysén), Kuivasto 25' (Hysén)                                                   | Arneng 30', Magro 60', Sjölund 80' | Jonas Karlsson    | 1 276  | Grenadjärvallen    |
| 3           | Torsdag 5 maj        | Väsby United   | B   | 2-0      | Larsen 22', Barsom 89' (Amoah)                                                                              | Larsen, Barsom                     | Johnny Lundbäck   | 2 383  | Vilundavallen      |
| 4           | Fredag 10 juni       | Enskede IK     | B   | 5-1      | Kusi-Asare (3) 39' (Stenman), 48' (Hysén), 87' (Sjölund), Amoah 77', Sjölund 90+3' (Amoah)                  | Stenman 76'                        | Zarko Kovacevic   | 2 437  | Enskede IP         |
| Kvartsfinal | Fredag 22 juli       | IFK Ölme       | B   | 6-0      | Hysén 28' (Concha), Sjölund (3) 30' (straff), 34' (Hysén), 79' (Amoah), Arnason 50' (Hysén), Amoah 78' (Ba) | Árnason 23'                        | Johnny Lundbäck   | 2 808  | Brovallens IP      |
| Semifinal   | Torsdag 22 september | IF Elfsborg    | H   | 2-1      | Sjölund (2) 8' (Hysén), 12'                                                                                 | Jonson 62'                         | Daniel Stålhammar | 4 679  | Stockholms Stadion |
| Final       | Lördag 29 oktober    | Åtvidabergs FF | H   | 2-0      | Kuivasto 36' (Arneng), Hysén 89' (Barsom)                                                                   | Kusi-Asare 8'                      | Martin Hansson    | 11 613 | Råsunda            |

## Europaspel

### Uefacupen
| Omgång            | Datum           | Motståndare  | H/B | Resultat | Målskyttar   | Varningar                                         | Domare        | Publik | Arena                 |
| ----------------- | --------------- | ------------ | --- | -------- | ------------ | ------------------------------------------------- | ------------- | ------ | --------------------- |
| Kvalomgång 2, 1:2 | 11 augusti 2005 | Cork City FC | H   | 1-1      | Självmål 81' |                                                   | Oleh Oriekhov | 4 854  | Råsunda               |
| Kvalomgång 2, 2:2 | 25 augusti 2005 | Cork City FC | B   | 0-0      |              | Jonson 38', Concha 51', Sjölund 70', Barsom 90+1' | Luc Wilmes    | 7 000  | Turners Cross Stadium |

### Royal League 2004/2005
| Omgång    | Datum            | Motståndare  | H/B | Resultat | Målskyttar                                       | Varningar                                  | Domare             | Publik | Arena              |
| --------- | ---------------- | ------------ | --- | -------- | ------------------------------------------------ | ------------------------------------------ | ------------------ | ------ | ------------------ |
| Gruppspel | 11 november 2004 | Rosenborg BK | B   | 4-4      | Hysén (2) 39' (Amoah), 42', Storm 71', Amoah 72' | Rasck 86'                                  | Mikael Svendsen    | 7 925  | Lerkendal          |
| Gruppspel | 2 december 2004  | Vålerenga IF | B   | 1-3      | Hysén 65' (Johansson)                            |                                            | Claus Bo Larsen    | 4 307  | Vallhall           |
| Gruppspel | 5 december 2004  | Esbjerg fB   | H   | 0-3      |                                                  | Makondele 55'                              | Tommy Skjerven     | 2 009  | Råsunda            |
| Gruppspel | 12 februari 2005 | Vålerenga IF | H   | 0-1      |                                                  | Johannesson 5', Arneng 41', Kusi-Asare 42' | Mikael Svendsen    | 5 281  | Råsunda            |
| Gruppspel | 17 februari 2005 | Esbjerg fB   | B   | 0-1      |                                                  | Johannesson 34                             | Kjell Alseth       | 2 473  | Esbjerg Idrætspark |
| Gruppspel | 24 februari 2005 | Rosenborg BK | H   | 0-1      |                                                  |                                            | Nicolai Vollquartz | 1 268  | Råsunda            |

### Royal League 2005/2006
| Omgång          | Datum            | Motståndare  | H/B | Resultat | Målskyttar                                                | Varningar                                          | Domare             | Publik | Arena                    |
| --------------- | ---------------- | ------------ | --- | -------- | --------------------------------------------------------- | -------------------------------------------------- | ------------------ | ------ | ------------------------ |
| Gruppspel       | 24 november 2005 | Aalborg BK   | B   | 3-1      | Hysén (2) 17', 87', (Håkansson), Sjölund (straff) 15'     | Rasck 45', Barsom 62'                              | Per Ivar Staberg   | 5 246  | Aalborg Stadion          |
| Gruppspel       | 27 november 2005 | IFK Göteborg | H   | 0-1      |                                                           | Concha 90'                                         | Tommy Skjerven     | 2 238  | Södertälje fotbollsarena |
| Gruppspel       | 8 december 2005  | FC Lyn       | B   | 2-1      | Kuivasto 17' (Sjölund), Nomvethe 25'                      | Bergtoft 81'                                       | Emil Laursen       | 1 050  | Ullevaal Stadion         |
| Gruppspel       | 13 december 2005 | Aalborg BK   | H   | 2-1      | Jonson 27', Árnason 36' (Nomvethe)                        | Bergtoft 90'                                       | Terje Hauge        | 1 309  | Södertälje fotbollsarena |
| Gruppspel       | 12 februari 2006 | IFK Göteborg | B   | 0-2      |                                                           | Johannesson 44', Jonson 82', Barsom 90'            | Anders Hermansen   | 3 349  | Nya Ullevi               |
| Gruppspel       | 16 februari 2006 | FC Lyn       | H   | 1-1      | Hysén 40'                                                 | Johannesson 25', Barsom 45', Batan 74', Jonson 68' | Nicolai Vollquartz | 1 244  | Södertälje fotbollsarena |
| Kvartsfinal 1/2 | 23 februari 2006 | Vålerenga    | H   | 2-1      | Hysén (2) 9' (Jonson), 67' (Jonson)                       |                                                    | Mikael Svendsen    | 1 130  | Södertälje fotbollsarena |
| Kvartsfinal 2/2 | 9 mars 2006      | Vålerenga    | B   | 3-1      | Jonson 14' (Håkansson), Håkansson 25' (Jonson), Hysén 80' | Johannesson 37', Arneng 90'                        | Claus Bo Larsen    | 996    | Tønsberg                 |
| Semifinal 1/2   | 16 mars 2006     | Lillestrøm   | H   | 1-3      | Håkansson (straff) 77'                                    | Batan 30', Barsom 89'                              | Knud Erik Fisker   | 2 180  | Södertälje fotbollsarena |
| Semifinal 2/2   | 26 mars 2006     | Lillestrøm   | B   | 0-1      |                                                           | Tourray 23', Quirino 51', Jonson 52'               | Thomas Vejlgaard   | 4 301  | Åråsen                   |

## Träningsmatcher
| Datum       | Motståndare       | H/B | Resultat | Målskyttar                                                | Varningar        | Domare        | Publik      | Arena                    |
| ----------- | ----------------- | --- | -------- | --------------------------------------------------------- | ---------------- | ------------- | ----------- | ------------------------ |
| 26 januari  | Vasco da Gama RSA | B   | 1-1      |                                                           |                  |               |             | Parow Park               |
| 1 februari  | Bushbucks         | B   | 2-3      | Kusi-Asare 30' (Hysén), Hysén 48' (Ba)                    |                  |               |             | FC Köpenhamns anläggning |
| 26 februari | Västerås SK       | H   | 5-0      | Larsen, Sjölund, Concha, Kozica, Rasck                    |                  |               |             | Graningevallen           |
| 5 mars      | IF Brommapojkarna | H   | 3-1      | Ba 10', Arneng 29', Larsen 39'                            | Rasck 77' (rött) |               |             | Graningevallen           |
| 9 mars      | Bodens BK         | H   | 5-1      | Árnason (2), Magro (straff), Kusi-Asare, Sjölund          |                  |               |             | Graningevallen           |
| 12 mars     | Åtvidabergs FF    | H   | 2-2      | Ottesen 35', Hysén 68'                                    | Árnason          |               | 800         | Graningevallen           |
| 21 mars     | Ham-Kam           | B   | 1-1      | Kusi-Asare                                                |                  |               |             | Browns Club              |
| 29 mars     | SC Olhanense      | B   | 1-1      | Rasck                                                     |                  |               |             | Browns Club              |
| 4 april     | IFK Norrköping    | B   | 1-0      | Larsen 57' (straff)                                       |                  |               |             | Kvicksunds IP            |
| 12 maj      | Viggbyholms IK    | B   | 6-0      | Storm (2), Árnason (2) (straff), Stenman, Larsen (straff) |                  |               | 700         | Hägernäs IP              |
| 6 juli      | AGF Århus         | H   | 2-3      | Kusi-Asare, Sjölund                                       |                  |               | 2 000       | Norrtälje Sportcentrum   |
| 24 juli     | Ronnebyalliansen  | B   | 4-0      | Amoah (2) 34', 86', Storm 9', Larsen 49'                  |                  | Klas Karlsson |             | Brunnsvallen             |
| 8 september | Örebro SK         | H   | 2-1      | Nomvethe 35', Amoah 65'                                   |                  |               |             | Stockholms Stadion       |
| 10 oktober  | IF Brommapojkarna | B   | 4-1      | Håkansson 2', Arneng 28', Johannesson 38', Amoah 59'      |                  |               |             | Grimsta IP               |
| 12 november | Väsby United      | B   | 1-1      | Håkansson 16'                                             |                  |               | Utan publik | Södertälje fotbollsarena |
| 17 november | Kalmar FF         | B   | Inställd |                                                           |                  |               |             | Fredrikskans IP          |

## Statistik

### För spelåret 2005
| Spelare            | Allsvenskan | Allsvenskan | Allsvenskan | Allsvenskan | Svenska cupen | Svenska cupen | Svenska cupen | Svenska cupen | Uefacupen | Uefacupen | Uefacupen | Uefacupen | Royal League | Royal League | Royal League | Royal League | Totalt | Totalt | Totalt | Totalt |
| Spelare            | Ma          | Må          | As          | Po          | Ma            | Må            | As            | Po            | Ma        | Må        | As        | Po        | Ma           | Må           | As           | Po           | Ma     | Må     | As     | Po     |
| ------------------ | ----------- | ----------- | ----------- | ----------- | ------------- | ------------- | ------------- | ------------- | --------- | --------- | --------- | --------- | ------------ | ------------ | ------------ | ------------ | ------ | ------ | ------ | ------ |
| Tobias Hysén       | 25          | 9           | 10          | 19          | 5             | 2             | 7             | 9             | 2         | 0         | 0         | 0         | 7            | 2            | 0            | 2            | 39     | 13     | 17     | 30     |
| Daniel Sjölund     | 22          | 7           | 4           | 11          | 6             | 6             | 1             | 7             | 2         | 0         | 0         | 0         | 7            | 1            | 1            | 2            | 37     | 14     | 6      | 20     |
| Jones Kusi-Asare   | 24          | 12          | 3           | 15          | 4             | 3             | 0             | 3             | 2         | 0         | 0         | 0         | 5            | 0            | 0            | 0            | 35     | 15     | 3      | 18     |
| Søren Larsen       | 12          | 10          | 3           | 13          | 2             | 3             | 0             | 3             | 0         | 0         | 0         | 0         | 2            | 0            | 0            | 0            | 16     | 13     | 3      | 16     |
| Fredrik Stenman    | 26          | 5           | 4           | 9           | 6             | 0             | 1             | 1             | 2         | 0         | 0         | 0         | 4            | 0            | 0            | 0            | 38     | 5      | 5      | 10     |
| Mattias Jonson     | 10          | 4           | 3           | 7           | 2             | 0             | 1             | 1             | 2         | 0         | 0         | 0         | 2            | 1            | 0            | 1            | 16     | 5      | 4      | 9      |
| Patrick Amoah      | 17          | 1           | 2           | 3           | 6             | 2             | 3             | 5             | 2         | 0         | 0         | 0         | 5            | 0            | 0            | 0            | 30     | 3      | 5      | 8      |
| Johan Arneng       | 24          | 3           | 4           | 7           | 6             | 0             | 1             | 1             | 2         | 0         | 0         | 0         | 7            | 0            | 0            | 0            | 39     | 3      | 5      | 8      |
| Toni Kuivasto      | 26          | 3           | 1           | 4           | 5             | 2             | 0             | 2             | 2         | 0         | 0         | 0         | 7            | 1            | 0            | 1            | 40     | 6      | 1      | 7      |
| Abgar Barsom       | 21          | 2           | 1           | 3           | 4             | 1             | 1             | 2             | 2         | 0         | 0         | 0         | 2            | 0            | 0            | 0            | 29     | 3      | 2      | 5      |
| Siyabonga Nomvethe | 5           | 1           | 1           | 2           | 2             | 0             | 0             | 0             | 0         | 0         | 0         | 0         | 4            | 1            | 1            | 2            | 11     | 2      | 2      | 4      |
| Kári Árnason       | 21          | 0           | 1           | 1           | 4             | 1             | 0             | 1             | 1         | 0         | 0         | 0         | 7            | 1            | 0            | 1            | 33     | 2      | 1      | 3      |
| Ibrahim Ba         | 14          | 1           | 0           | 1           | 1             | 0             | 1             | 1             | 1         | 0         | 0         | 0         | 0            | 0            | 0            | 0            | 16     | 1      | 1      | 2      |
| Felix Magro        | 13          | 1           | 1           | 2           | 3             | 0             | 0             | 0             | 0         | 0         | 0         | 0         | 2            | 0            | 0            | 0            | 18     | 1      | 1      | 2      |
| Pa Dembo Touray    | 26          | 1           | 1           | 2           | 1             | 0             | 0             | 0             | 2         | 0         | 0         | 0         | 2            | 0            | 0            | 0            | 31     | 1      | 1      | 2      |
| Självmål           |             |             |             |             |               |               |               |               |           | 1         |           | 1         |              |              |              |              |        | 1      |        | 1      |
| Jesper Håkansson   | 1           | 0           | 0           | 0           | 0             | 0             | 0             | 0             | 0         | 0         | 0         | 0         | 3            | 0            | 1            | 1            | 4      | 0      | 1      | 1      |
| Niclas Rasck       | 18          | 0           | 1           | 1           | 3             | 0             | 0             | 0             | 2         | 0         | 0         | 0         | 5            | 0            | 0            | 0            | 28     | 0      | 1      | 1      |
| Matias Concha      | 23          | 0           | 1           | 1           | 5             | 0             | 0             | 0             | 2         | 0         | 0         | 0         | 4            | 0            | 0            | 0            | 34     | 0      | 1      | 1      |
| Markus Johannesson | 24          | 0           | 1           | 1           | 6             | 0             | 0             | 0             | 2         | 0         | 0         | 0         | 7            | 0            | 0            | 0            | 39     | 0      | 1      | 1      |
| Oskar Wahlström    | 0           | 0           | 0           | 0           | 5             | 0             | 0             | 0             | 0         | 0         | 0         | 0         | 5            | 0            | 0            | 0            | 10     | 0      | 0      | 0      |
| Elias Storm        | 5           | 0           | 0           | 0           | 2             | 0             | 0             | 0             | 0         | 0         | 0         | 0         |              | 0            | 0            | 0            | 7      | 0      | 0      | 0      |
| Sölvi Ottesen      | 2           | 0           | 0           | 0           | 1             | 0             | 0             | 0             | 0         | 0         | 0         | 0         | 2            | 0            | 0            | 0            | 5      | 0      | 0      | 0      |
| Stefan Bergtoft    | 2           | 0           | 0           | 0           | 0             | 0             | 0             | 0             | 0         | 0         | 0         | 0         | 3            | 0            | 0            | 0            | 5      | 0      | 0      | 0      |
| Tomas Backman      | 0           | 0           | 0           | 0           | 1             | 0             | 0             | 0             | 0         | 0         | 0         | 0         | 1            | 0            | 0            | 0            | 2      | 0      | 0      | 0      |
| Eldin Kozica       | 0           | 0           | 0           | 0           | 1             | 0             | 0             | 0             | 0         | 0         | 0         | 0         | 1            | 0            | 0            | 0            | 2      | 0      | 0      | 0      |
| Robert Stoltz      | 0           | 0           | 0           | 0           | 0             | 0             | 0             | 0             | 0         | 0         | 0         | 0         | 2            | 0            | 0            | 0            | 2      | 0      | 0      | 0      |
| Samuel Wowoah      | 0           | 0           | 0           | 0           | 0             | 0             | 0             | 0             | 0         | 0         | 0         | 0         | 1            | 0            | 0            | 0            | 1      | 0      | 0      | 0      |
| Stefan Batan       | 0           | 0           | 0           | 0           | 0             | 0             | 0             | 0             | 0         | 0         | 0         | 0         | 1            | 0            | 0            | 0            | 1      | 0      | 0      | 0      |

### Allsvenskan

#### Mål
1. Jones Kusi-Asare, 12
2. Søren Larsen, 10 (varav 1 på straff)
3. Tobias Hysén, 9 (varav 1 på frispark)
4. Daniel Sjölund, 7 (varav 1 på straff)
5. Fredrik Stenman, 5
6. Mattias Jonson, 4
7. Johan Arneng, 3
8. Toni Kuivasto, 3
9. Abgar Barsom, 2
10. Patrick Amoah, 1
11. Ibrahim Ba, 1
12. Felix Magro, 1
13. Siyabonga Nomvethe, 1
14. Pa Dembo Touray, 1 (på straff)

#### Assist
1. Tobias Hysén, 10
2. Johan Arneng, 4
3. Daniel Sjölund, 4
4. Fredrik Stenman, 4
5. Mattias Jonson, 3
6. Jones Kusi-Asare, 3
7. Søren Larsen, 3
8. Patrick Amoah, 2
9. Kári Árnason, 1
10. Abgar Barsom, 1
11. Matias Concha, 1
12. Markus Johannesson, 1
13. Toni Kuivasto, 1
14. Felix Magro, 1
15. Siyabonga Nomvethe, 1
16. Niclas Rasck, 1
17. Pa Dembo Touray, 1

#### Varningar
1. Kári Árnason, 6
2. Markus Johannesson, 5
3. Daniel Sjölund, 3 (varav 1 rött)
4. Johan Arneng, 3
5. Matias Concha, 3
6. Felix Magro, 2
7. Abgar Barsom, 2
8. Søren Larsen, 2
9. Mattias Jonson, 2
10. Patrick Amoah, 2
11. Toni Kuivasto, 1
12. Ibrahim Ba, 1
13. Fredrik Stenman, 1
14. Jones Kusi-Asare, 1

Källa: dif.se och SvFF.

### Svenska cupen

#### Mål
1. Daniel Sjölund, 6
2. Jones Kusi-Asare, 3
3. Søren Larsen, 3
4. Toni Kuivasto, 2
5. Tobias Hysén, 2
6. Patrick Amoah, 2
7. Kári Árnason, 1
8. Abgar Barsom, 1

#### Assist
1. Tobias Hysén, 7
2. Patrick Amoah, 3
3. Ibrahim Ba, 1
4. Mattias Jonson, 1
5. Daniel Sjölund, 1
6. Fredrik Stenman, 1
7. Abgar Barsom, 1
8. Johan Arneng, 1

#### Varningar
1. Johan Arneng, 1
2. Felix Magro, 1
3. Daniel Sjölund, 1
4. Søren Larsen, 1
5. Abgar Barsom 1,
6. Fredrik Stenman, 1
7. Kári Árnason, 1
8. Mattias Jonson, 1
9. Jones Kusi-Asare, 1

### Uefacupen

#### Mål
1. Självmål, 1

#### Varningar
1. Mattias Jonson, 1
2. Matias Concha, 1
3. Daniel Sjölund, 1
4. Abgar Barsom, 1

### Royal League 2004/2005

#### Mål
1. Tobias Hysén, 3
2. Elias Storm, 1
3. Patrick Amoah, 1

#### Assist
1. Patrick Amoah, 1
2. Andreas Johansson, 1

#### Varningar
1. Markus Johannesson, 2
2. Niclas Rasck, 1
3. René Makondele, 1
4. Johan Arneng, 1
5. Jones Kusi-Asare, 1

### Royal League 2005/2006

#### Mål
1. Tobias Hysén, 6
2. Mattias Jonson, 2
3. Jesper Håkansson, 2 (1 straff)
4. Daniel Sjölund, 1 (1 straff)
5. Toni Kuivasto, 1
6. Siyabonga Nomvethe, 1
7. Kári Árnason, 1

#### Assist
1. Mattias Jonson, 3
2. Jesper Håkansson, 2
3. Daniel Sjölund, 1
4. Siyabonga Nomvethe, 1

#### Varningar
1. Abgar Barsom, 4
2. Markus Johannesson, 3
3. Mattias Jonson, 3
4. Stefan Bergtoft, 2
5. Stefan Batan, 2
6. Niclas Rasck, 1
7. Mattias Concha, 1
8. Johan Arneng, 1
9. Pa Dembo Tourray, 1
10. Thiago Quirino, 1

## Truppförändringar

### Förlängda kontrakt
Efter Allsvenskan 2004 och inför/under säsongen 2005:
| Datum            | Nr | Namn         | Position    | Kommentar                            | Länk   |
| ---------------- | -- | ------------ | ----------- | ------------------------------------ | ------ |
| 30 november 2004 | 18 | Niclas Rasck | Back        | 1-årskontrakt (tom 31 december 2005) | dif.se |
| 19 januari 2005  | 7  | Johan Arneng | Mittfältare | 4-årskontakt (tom 31 december 2008)  | dif.se |

### Spelare/ledare in
Efter Allsvenskan 2004 och inför/under säsongen 2005:
| Datum            | Nr | Namn                 | Från                  | Position    | Kommentar                                                                               | Länk   |
| ---------------- | -- | -------------------- | --------------------- | ----------- | --------------------------------------------------------------------------------------- | ------ |
| 21 oktober 2004  | 14 | Kári Árnason         | Vikingur Reykjavik FC | Mittfältare | 4-årskontrakt (tom 31 december 2008), spelklar november 2004.                           | dif.se |
| 5 december 2004  |    | Lars Sandberg        | Spånga IS             | Tränare     | 2-årskontrakt (tom 31 december 2006).                                                   | dif.se |
| 14 december 2004 | 9  | Jones Kusi-Asare     | Landskrona BoIS       | Anfallare   | 4-årskontrakt (tom 31 december 2008).                                                   | dif.se |
| 18 januari 2005  | 10 | Felix Magro          | Landskrona BoIS       | Mittfältare | 3-årskontrakt (tom 31 december 2007).                                                   | dif.se |
| 4 februari 2005  | 23 | Ibrahim Ba           | Çaykur Rizespor       | Mittfältare | 2-årskontrakt med option på ett år till (tom 31 december 2006+2007).                    | dif.se |
| 7 februari 2005  |    | Christoffer Karlsson | Åtvidabergs FF        | Mittfältare | 3-årskontrakt (tom 31 december 2007) men lånas tillbaka till Åtvidaberg över hela 2005. | dif.se |
| 15 juli 2005     | 12 | Mattias Jonson       | Norwich City FC       | Anfallare   | 3,5-årskontrakt (tom 31 december 2008).                                                 | dif.se |
| 28 augusti 2005  | 19 | Siyabonga Nomvethe   | Udinese Calcio        | Anfallare   | Kontrakt året ut (tom 31 december 2005).                                                | dif.se |
| 29 augusti 2005  | 21 | Jesper Håkansson     | SC Heerenveen         | Mittfältare | 11-månaderskontrakt med option på 2,5 år till (tom 31 juli 2006+31 december 2008).      | dif.se |

### Spelare/ledare ut
Efter Allsvenskan 2004 och inför/under säsongen 2005:
| Datum            | Nr | Namn              | Till              | Position    | Kommentar                                              | Länk            |
| ---------------- | -- | ----------------- | ----------------- | ----------- | ------------------------------------------------------ | --------------- |
| 10 november 2004 | 19 | Juraj Dovicovic   | FK ZTS Dubnica    | Mittfältare | Köpoptionen utnyttjas ej.                              | dif.se          |
| 22 december 2004 | 21 | Richard Spong     | IFK Norrköping    | Back        | Säljs.                                                 | dif.se          |
| 22 december 2004 | 23 | Yannick Bapupa    | Åtvidabergs FF    | Mittfältare | 2-årskontrakt (tom 31 december 2006).                  | dif.se          |
| 22 december 2004 |    | Richard Ekunde    | Åtvidabergs FF    | Back        | Säljs.                                                 | dif.se          |
| 22 december 2004 |    | Blaise Mbemba     | Åtvidabergs FF    | Back        | Säljs.                                                 | dif.se          |
| 7 januari 2005   | 10 | Andreas Johansson | Wigan Athletic FC | Mittfältare | Säljs.                                                 | dif.se          |
| 26 januari 2005  | 12 | Markus Karlsson   | Rot-Weiss Essen   | Back        | 1,5-årskontrakt (tom 30 juni 2006).                    | dif.se          |
| 28 januari 2005  | 22 | Aziz Corr Nyang   |                   | Anfallare   | Fick ej nytt kontrakt. Åkte hem till Gambia.           | dif.se          |
| 28 januari 2005  |    | Pagguy Zunda      | SK Gjövik/Lyn     | Anfallare   | Fick ej nytt kontrakt. Skrev senare på för Gjövik/Lyn. | dif.se          |
| 9 februari 2005  | 35 | Anders Alé        | IFK Norrköping    | Målvakt     | Fick ej nytt kontrakt.                                 | svenskafans.com |
| 3 mars 2005      | 24 | René Makondele    | Gefle IF          | Anfallare   | Lånas ut tom 31 december 2005.                         | dif.se          |
| 31 mars 2005     | 17 | Samuel Wowoah     | IFK Göteborg      | Anfallare   | Säljs.                                                 | dif.se          |
| 30 juli 2005     | 17 | Søren Larsen      | FC Schalke 04     | Anfallare   | 4-årskontrakt (tom 30 juni 2009).                      | dif.se          |

### Förlängda kontrakt
| Datum            | Nr | Namn            | Position    | Kommentar                              | Länk   |
| ---------------- | -- | --------------- | ----------- | -------------------------------------- | ------ |
| Vintern 2005     | 15 | Pa Dembo Touray | Målvakt     | 4-årskontrakt (tom 31 december 2008)   |        |
| 30 november 2004 | 18 | Niclas Rasck    | Back        | 1-årskontrakt (tom 31 december 2005)   | dif.se |
| 19 januari 2005  | 7  | Johan Arneng    | Mittfältare | 4-årskontrakt (tom 31 december 2008)   | dif.se |
| Sommaren 2005    | 22 | Eldin Kozica    | Back        | 2,5-årskontrakt (tom 31 december 2007) | dif.se |

## Klubbinformation

### Årsmötet
- Datum: 22 februari 2005
- Plats: Torben Grut-salen (i Stockholms Stadion)
- Deltagare: "omkring 100"

Valda till styrelsen:
- Ordförande: Bo Lundquist (omvald).
- Valda 2004: Torbjörn Althén och Ronald Åman.
- Valda 2 år: Lars Erbom, Christer Magnusson och Hans von Uthmann.
- Ny: Stefan Alvén (på 1 år)
- Ny: Petra Wester (på 2 år)
- Hedersledamot: Pelle Kotschack (efter 24 år i Djurgårdens styrelse)

Lämnar styrelsen:
- Anders Beck-Friis

Årets spelare 2004: Toni Kuivasto
Källa: DIFs egen rapport från årsmötet

## Klubben

### Spelartröjor
- Tillverkare: Adidas
- Huvudsponsor: ICA
- Hemmatröja: Blårandigt
- Bortatröja: Rödblårandigt
- Spelarnamn: Nej